# Miosis
Para la división celular, véase Meiosis y Mitosis.
Miosis es el término usado en medicina para indicar la disminución del tamaño o contracción de la pupila y del cristalino del ojo. Se produce gracias al músculo ciliar que disminuye la pupila de tamaño (miosis). Esta acción es antagónica a la dilatación de la pupila o midriasis, realizada por el músculo dilatador del iris.

## Fisiopatología
La miosis es una respuesta normal del organismo al aumento de luminosidad, pero puede ser generada también por una variedad de condiciones, incluyendo ciertos fármacos o sustancias químicas y varias enfermedades. El proceso es controlado por el sistema nervioso parasimpático.
Las gotas oftálmicas usadas con el propósito de causar miosis son conocidas como mióticas.

## Etiología

### Enfermedades
Ciertas enfermedades pueden producir miosis patológicas, entre ellas se encuentran:
- Síndrome de Horner: daños específicos del sistema nervioso simpático que afecta la inervación de la cara.
- Tumor de Pancoast: un tumor atípico de pulmón que causa daño al trayecto de nervios simpáticos del iris.
- Hemorragia intracraneal.
- Miosis espasmódica: esta es producida por irritación en el nervio motor ocular común.
- Miosis Espinal: Se produce por lesión en la médula espinal.

### Fármacos
Muchos medicamentos pueden producir miosis como efecto secundario:
- Opioides como el tramadol, codeína, morfina y metadona;
- Antipsicóticos, incluyendo haloperidol, torazina y otros;
- Agentes colinérgicos como el carbacol, metacolina y algunos medicamentos que se usan para tratar la enfermedad de Alzheimer;
- Bromuro de Piridostigmina usado para tratar la miastenia gravis;
- Algunos fármacos usados como quimioterapia.

- Datos: Q596899
- Multimedia: Miosis / Q596899